# Srednji Dubovik (Krupa na Uni)
Srednji Dubovik (szerbül: Средњи Дубовик) szerb falu Bosznia-Hercegovinában, a Szerb Köztársaságban, Krupa na Uni községben.

## Fekvése
Bosznia-Hercegovina nyugati részén, Banja Lukától légvonalban 70, közúton 111 km-re nyugatra, Prijedortól légvonalban 39, közúton 62 km-re délnyugatra levő dombos területen fekszik. 

## Népessége
| Nemzetiségi csoport | Népesség 1991 | Népesség 2013 |
| ------------------- | ------------- | ------------- |
| Szerb               | 423           | 146           |
| Bosnyák             | 291           | 0             |
| Horvát              | 1             | 0             |
| Jugoszláv           | 1             | 0             |
| Egyéb               | 3             | 0             |
| Összesen            | 719           | 146           |

## Története
Dubovik területe a régmúltban is több részre oszlott. A mai Srednji Dubovikot egykor Malićbeg Duboviknak, Mali Dubovikot Alajbeg Duboviknak, Donji Dubovikot pedig az egykori híres harcos, Alibeg Krupić után Alibeg Duboviknak hívták. (A mai Donja Suvaja a Hashimbeg Suhaja, Gornja Suvaja pedig Mahmutbeg Suhaja volt.) Ezeken a helyeken Krupa bégeinek voltak udvarházai, tornyai és csardakjai.
Srednji Dubovik, Malićbeg Dubovik néven 1878-ig tartozott az Oszmán Birodalomhoz, majd az Osztrák-Magyar Monarchia része lett. Az osztrák-magyar uralom érkezésével szerbek kezdték betelepíteni a Krupa környéki falvakat. Többnyire Likáról érkeztek Podgrmeč területére, és jobbágyként művelték a krupai bégek földjét. Idővel megvették ezeket az ingatlanokat, mert a gazdagabb krupaiak elkezdtek Törökországba költözni, A falvakból úgy távoztak a muszlimok, mintha a végítélet utolsó napja jönne. Tömegesen távoztak, és értéküknél akár 70%-kal olcsóbban adtak el ingatlanokat. A törökök pedig, mint ügyes keleti kufárok, saját céljaikra használták a kivándorlókat: a balkáni határok őrzésére és Bithynia egészségtelen és kietlen pusztáinak lecsapolására. Senkinek sem jutott eszébe segíteni rajtuk a nehéz helyzetükben.
1879-ben az első osztrák-magyar népszámlálás során a faluban 28 házat és 148 ortodox szerb lakost számláltak. 1910-ben Drobnjaci, Majkića Potok és Zbjeg településrészekkel már 101 háza és 685 ortodox szerb lakosa volt. A monarchia szétesésével 1918-ben előbb a Szerb-Horvát-Szlovén Királyság, majd 1929-től a Jugoszláv Királyság része. 1921-ben a faluban 106 házat és 641 lakost számláltak. 1945-től a település a szocialista Jugoszlávia része volt. A boszniai háború idején a falu szerb félkatonai alakulatok ellenőrzése alatt állt. 
A daytoni békeszerződés utáni területmegosztási megállapodás értelmében a háború előtti  Srednji Dubovik település nagyobb, 11,6 km2 területű része a Boszniai Szerb Köztársasághoz és Krupa na Uni községhez került, míg a település kisebb 1,72 km2 területű része a Bosznia-hercegovinai Föderáció Una-Szanai kantonjában levő Bosanska Krupa község területénél maradt. 

## Nevezetességei
A Szentlélek Eljövetele tiszteletére szentelt ortodox temploma. A templom 1878-ban épült a Klisinán és a 20. század elején Banja Luka akkori metropolitája Evegenije Letica szentelte fel. A templom a második világháborúban és a boszniai háborúban is súlyosan megsérült. Helyreállítása 2008. május 27-én kezdődött főként innen származó, ma és Ausztriában és Ausztráliában élő hívek adományaiból. A helyreállítása kilenc évig tartott. A templomot 2022-ben Atanasije bihács-petrovai püspök szentelte fel újra.